# Martinsville (Indiana)
Martinsville ist eine City in und der County Seat von Morgan County in Indiana. Der Ort war um die Jahrhundertwende ein bekannter Kurort. Ein rassistisch motivierter Mord in den 1960er-Jahren gab der Stadt, in der nur wenige Schwarze leben, einen schlechten Ruf. Nach dem Zensus 2020 hatte Martinsville 11.932 Einwohner.

## Geographie
Martinville liegt im Tal des White River, etwa 50 km südwestlich von Indianapolis. Die Stadt liegt im Washington Township.

## Geschichte
Martinsville wurde 1822 gegründet, als eine vom Bundesstaat beauftragte Kommission nach einem Ort für den Verwaltungssitz des Countys suchte. Die Stadt wurde nach dem ältesten Kommissionsmitglied John Martin benannt. Zu diesem Zeitpunkt gab es die Siedlung noch nicht, lediglich ein Pfad der Lenape führte durch das bewaldete Gebiet. Nach der Gründung ließen sich dort immer mehr weiße Siedler nieder, um 1850 war Martinsville ein kleiner Marktort. Über den Fluss wurden dort produzierte Lebensmittel in den Süden transportiert. 1853 erreichte die Madison and Indianapolis Railroad als erste Eisenbahn den Ort. 1863 gründete sich die Gemeindeverwaltung.
1887 wurde bei Erdgasbohrungen in Martinsville eine Mineralquelle gefunden. Schon ein Jahr später eröffnete das Barnard Sanitarium als erste Heilanstalt im Ort. Innerhalb kurzer Zeit entwickelte sich Martinsville zu einem beliebten Kurort, der durch den Tourismus florierte. Die Gäste kamen mit der Eisenbahn, später auch mit einer elektrischen Interurban-Verbindung nach Martinsville. Zwischen 1902 und 1903 gab es mit dem Clark's Sanatorium auch ein Sanatorium für Afroamerikaner, die die anderen Bäder in den Zeiten der Rassentrennung nicht nutzen durften. 1930 gab es in der Stadt insgesamt zehn Heilbäder. Mit der Weltwirtschaftskrise, neuen Entwicklungen in der Medizin sowie veränderten Freizeit- und Verkehrsgewohnheiten begann der Niedergang der Kurbäder. Das letzte Sanatorium schloss im Jahr 1968.
Der Ku-Klux-Klan war seit den 1920er-Jahren in ganz Indiana aktiv, auch in Martinsville gab es Mitglieder. 1967 hielt er eine Demonstration in der Stadt ab. Ein Jahr später wurde die junge Afroamerikanerin Carol Jenkins brutal ermordet, als sie mit Enzyklopädien hausierte. Der Mord blieb lange unaufgeklärt und verfestigte den Ruf der Stadt als sogenannte Sundown Town. Auch später wurden mehrere rassistische Skandale in der Stadt publik: Etwa wurden 1998 die Heimspiele der örtlichen Highschool-Basketballmannschaft ausgesetzt, nachdem Spieler einer Gastmannschaft rassistisch beleidigt worden waren. In den späten 1990er-Jahren gründete sich eine zivilgesellschaftliche Initiative, die Antirassismusprojekte organisierte und unterstützte. 2017 wurde eine Gedenktafel am Rathaus eingeweiht, die an Jenkins’ Ermordung erinnert.

## Politik und Zivilgesellschaft
Der Stadtrat von Martinsville besteht (Stand 2022) aus zwei allgemeinen Abgeordneten und Vertretern aus fünf Ratsbezirken. Der Bürgermeister ist Kenneth Costin.
Die Bevölkerung von Martinsville ist überwiegend weiß, bei der Volkszählung 2010 lebten nur 24 Schwarze in der Stadt. Die Stadt gilt noch heute als rassistisch und ist Gegenstand mehrerer Großstadtlegenden, nach denen unter anderem der Ku Klux Klan in Martinsville gegründet worden sei.
Nach dem Tod George Floyds im Jahr 2020 gründete sich in der Stadt eine neue Antirassismus-Initiative, die den schlechten Ruf der Stadt verbessern will. Bei einer Demonstration der Black-Lives-Matter-Bewegung im Sommer des Jahres kam es zu Gegenprotesten, die Situation blieb aber friedlich.

## Kultur und Sehenswürdigkeiten
Martinsville hat zahlreiche historische Gebäude, darunter das 1857–59 errichtete Morgan County Courthouse im Italianate-Stil. Das Martinsville Sanitarium von 1924/25 ist eines der teilweise erhaltenen Heilbäder der Stadt. Teile des Stadtzentrums und zwei Wohngebiete (East Washington Street und Martinsville Northside) sind als Historic District ausgewiesen. Mehrere weitere Bauten sind im National Register of Historic Places aufgeführt.
Der öffentliche Jimmy Nash City Park ist eine öffentliche Grünanlage im Norden der Stadt. Auf dem etwa 45 ha großen Areal gibt es auch Sportanlagen und ein Freibad.

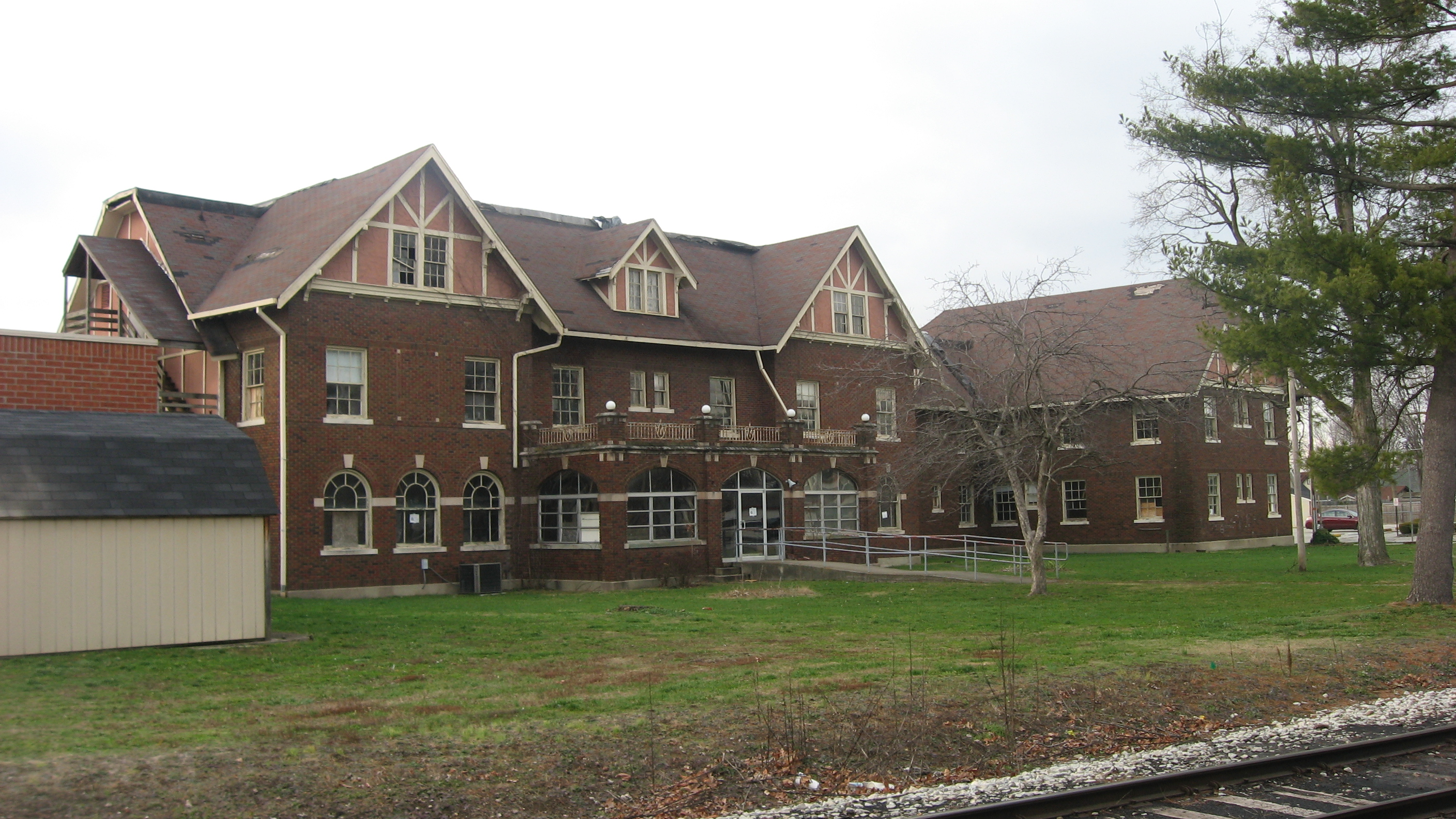
Martinsville Sanitarium, 2011
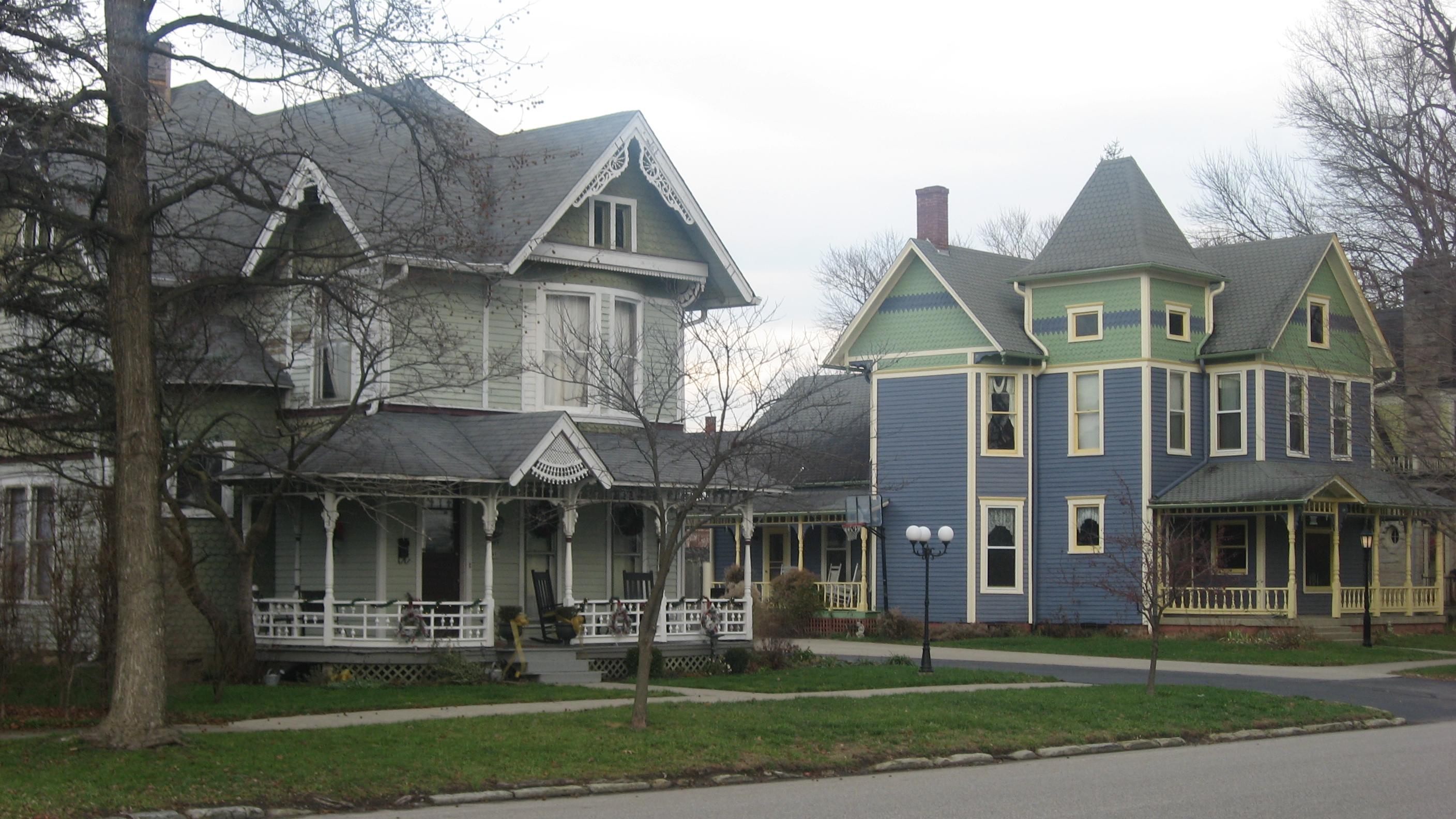
Wohnhäuser in der Washington Street, 2011
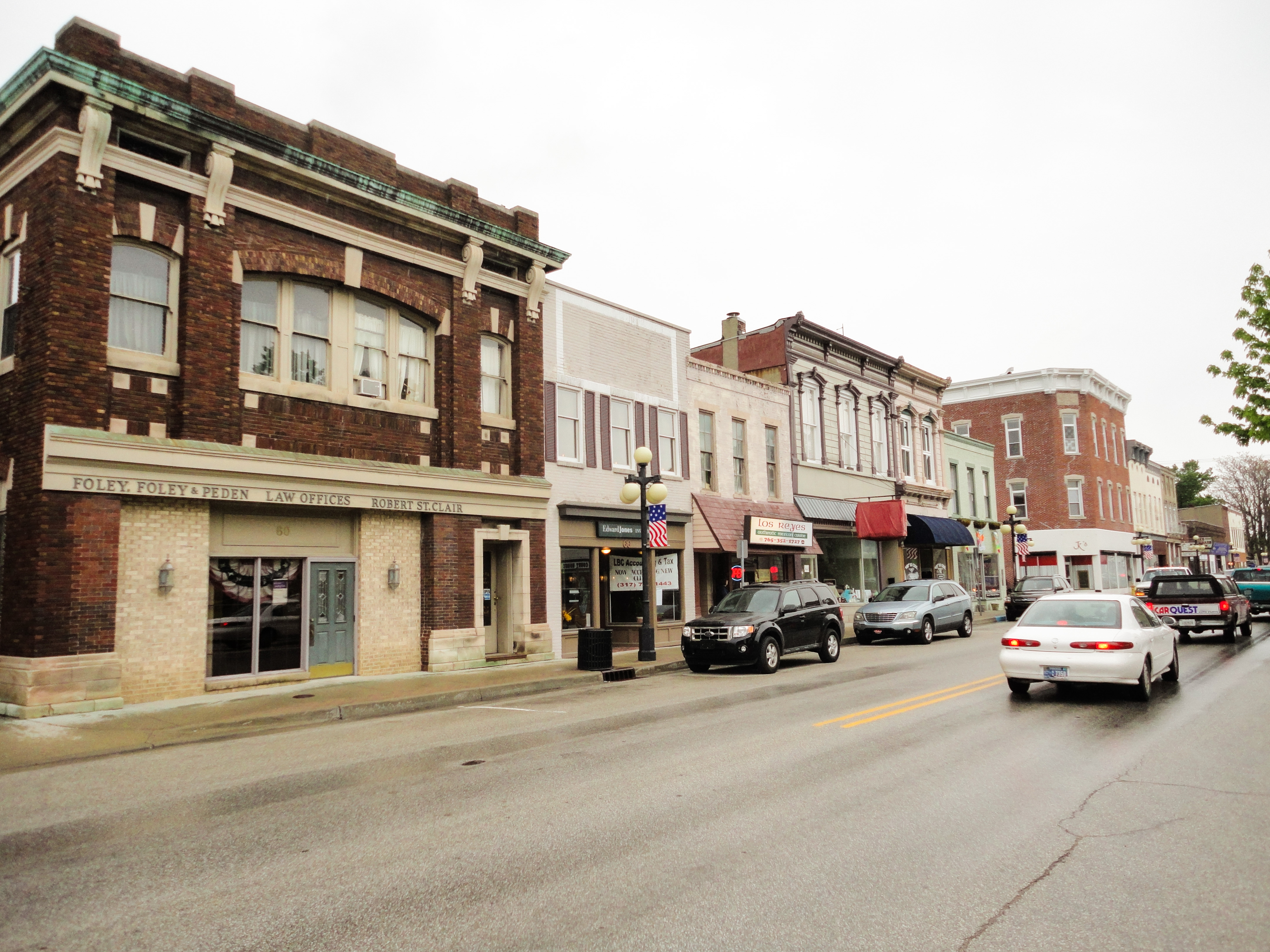
Gebäude im Stadtzentrum, 2011
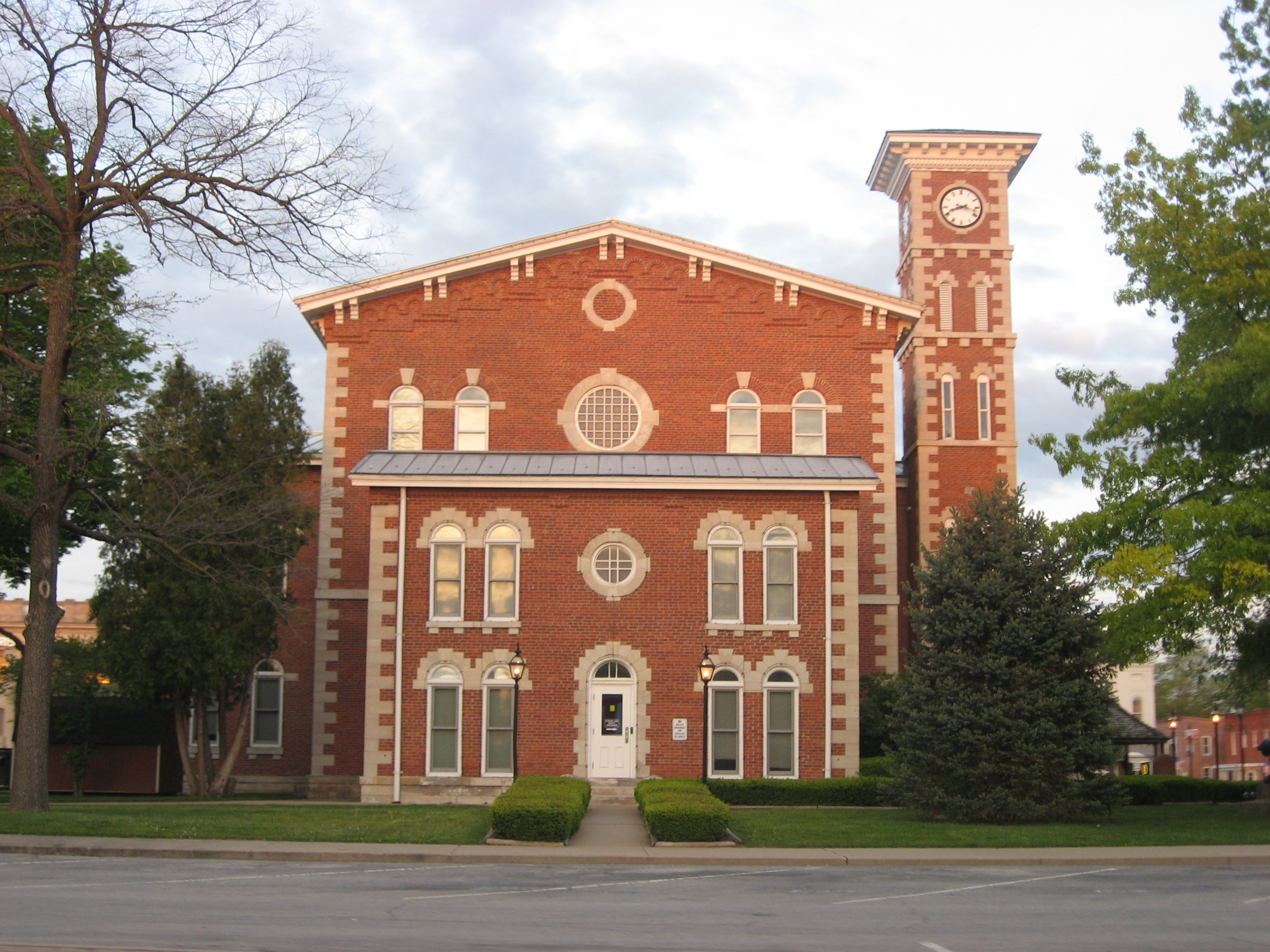
Morgan County Courthouse, 2012
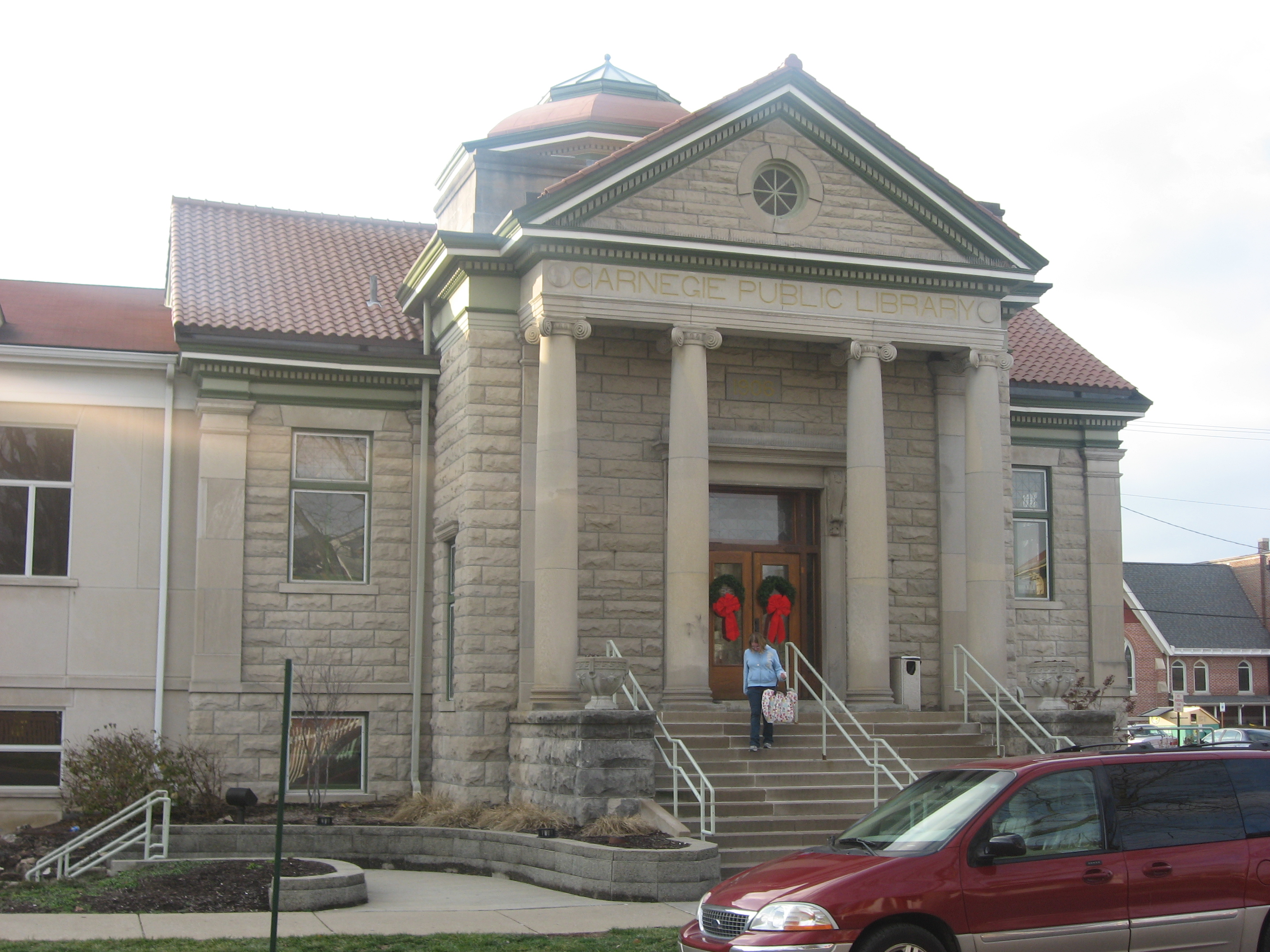
Carnagie Library, 2011
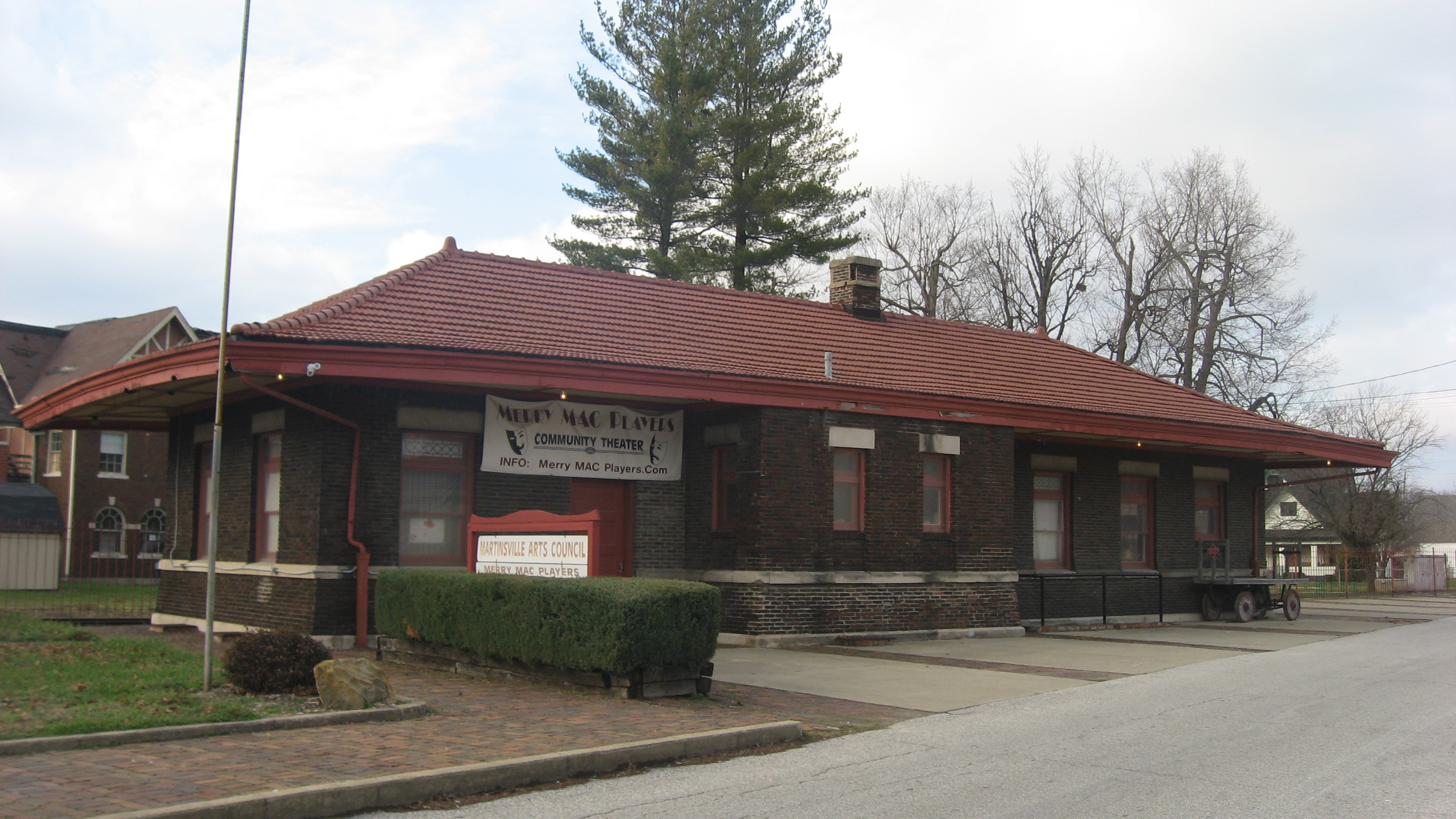
Ehemaliges Bahnhofsgebäude, 2011

## Infrastruktur
Martinsville liegt an der Straße zwischen Indianapolis und Bloomington, die gleichzeitig Teil der Interstate 69 und die Indiana State Route 37 ist. Von dieser Straße zweigen in Martinsville die Staatsstraßen 39, 252 und 44 ab.
In Martinsville gibt es sieben öffentliche Grundschulen, zwei Middle Schools und eine High School.

## Persönlichkeiten
- Emmett Branch (1874–1932), 31. Gouverneur von Indiana
- John Hancock (1737–1793), Kaufmann
- Bobby Helms (1933–1997), Countrysänger
- Jeff Kottkamp (* 1960), Vizegouverneur von Florida
- Paul McNutt (1891–1955), 34. Gouverneur von Indiana
- John R. Walsh (1913–1975), vertrat den Bundesstaat Indiana im US-Repräsentantenhaus
- John Wooden (1910–2010), Basketballspieler und -trainer